# Libnotes (Laosa) innuba
Libnotes (Laosa) innuba is een tweevleugelige uit de familie steltmuggen (Limoniidae). De soort komt voor in het Australaziatisch gebied.